# لور (لغة برمجة)
لور (بالإنجليزية: LORE)‏، هي لغة برمجة فرنسيّة كائنيَّة التوجُّه مُختصّة بـتمثيل المعرفة. ظهرت في عام 1985، إبان الحرب الباردة، وَنُشِرَت في عام 1986. صمّمها كريستوف دوني (بالإنجليزية: Christophe Dony)‏.

## روابط خارجيّة
- لغة لور الكائنية التوجه المختصة بتمثيل المعرفة.